# Hüsamettin
Hüsamettin ist ein türkischer männlicher Vorname arabischer Herkunft mit der Bedeutung „das Schwert der Religion (des Islam)“.

## Namensträger
- Hüsamettin Böke (1910–1995), türkischer Fußballtorhüter, -schiedsrichter und -funktionär
- Hüsamettin Cindoruk (* 1933), türkischer Politiker
- Hüsamettin Özkan (* 1950), türkischer Politiker
- Hüsamettin Tut (* 1991), türkischer Fußballspieler
- Hüsamettin Yener (* 1995), türkischer Fußballspieler